# Vladimir Rusanov
Vladimir Alexandrovitj Rusanov (ryska: Владимир Александрович Русанов), född 3 (15) november 1875, död 1913 i Karahavet, var en rysk polarforskare.
Han studerade vid seminariet i Orjol, varifrån han utexaminerades 1897. På grund av sitt deltagande i den revolutionära rörelsen häktades han och sedan förvisades till Ust-Sysolsk för två år. 1903 utvandrade han till Frankrike där han avlade akademisk examen vid universitetet i Paris (1907). Samma år besökte han Novaja Zemlja för första gången och utforskade sundet Matotjkin sjar. 
1908 och 1909 deltog han i expeditioner till Novaja Zemlja och 1910 och 1911 ledde han själv två nya expeditioner. Han korsade till fots Nordön och på motorsegelbåtar gick runt Novaja Zemlja. 
1912 stod han i spetsen för expeditionen som utforskade kolområden på Spetsbergen och gjorde ett försök att segla på fartyget ”Herkules” runt Zhelanijenäset. Under seglingen försvann skeppet spårlöst. 1934 på öar längs Tajmyrkusten upptäckte man en trästolpe med inskriftet ”Herkules 1913” och personliga saker som tillhörde expeditionens deltagare men omständigheterna av expeditionens undergång är fortfarande okända.
Rusanovs namn gavs sedermera till en bukt och en halvö på Novaja Zemlja, en glaciär på Nordön och ett berg i Antarktis.